# Manobo-Sprachen
Die Manobo-Sprachen (ISO-639-2/5-Code [mno]) sind eine Sprachfamilie innerhalb der philippinischen Sprachen. 
Dazu gehören:
- Zentral-Manobo
  - Ost: Dibabawon, Rajah Kabunsuwan, Agusan
  - Süd: Ata, Matigsalug (Tigwa), Obo
  - West: Western Bukidnon, Ilianen
- Nord-Manobo: Binukid, Kagayanen, Higaonon, Kinamigin
- Süd-Manobo: Tagabawa, Sarangani, Cotabato